# NGC 2198
NGC 2198 est une entrée du New General Catalogue qui concerne un corps céleste perdu, ou inexistant dans la constellation d'Orion. Cet objet a été enregistré par l'astronome américaine Truman Safford le 19 mars 1863.